# Sheng Yi-ju
Sheng Yi-ju (* 9. Dezember 1997) ist eine taiwanische Leichtathletin, die sich auf den Stabhochsprung spezialisiert hat.

## Sportliche Laufbahn
Erste internationale Erfahrungen sammelte Sheng Yi-ju bei den Juniorenasienmeisterschaften 2014 in Taipeh, bei denen sie mit 3,70 m den vierten Platz belegte. Anschließend nahm sie an den Olympischen Jugendspielen in Nanjing teil und wurde dort im B-Finale mit 3,40 m ebenfalls Vierte. 2018 nahm sie erstmals an den Asienspielen in Jakarta teil und belegte mit neuer Bestleistung von 4,10 m Rang vier. Im Jahr darauf erreichte sie bei den Asienmeisterschaften in Doha mit einer Höhe von 4,00 m Platz fünf. Anschließend schied sie bei der Sommer-Universiade in Neapel mit 3,90 m in der Qualifikation aus. 2023 gelangte sie bei den Asienmeisterschaften in Bangkok mit 4,00 m auf den fünften Platz und im Oktober belegte sie bei den Asienspielen in Hangzhou mit 4,00 m den siebten Platz.
In den Jahren 2020 und 2022 wurde Sheng taiwanische Meisterin im Stabhochsprung. Sie ist Studentin an der National Taiwan Sport University in Taoyuan.

## Persönliche Bestleistungen
- Stabhochsprung: 4,12 m, 25. Mai 2019 in Taipeh
  - Stabhochsprung (Halle): 3,70 m, 23. März 2016 in Caotun